# کلاوس-پتر هیلدنبراند
کلاوس-پتر هیلدنبراند (آلمانی: Klaus-Peter Hildenbrand؛ زادهٔ ۱۱ سپتامبر ۱۹۵۲) دونده دو استقامت اهل آلمان بود.